# Сосновые насаждения (заказник)
Сосновые насаждения — ландшафтный заказник местного значения. Находится в городе Святогорск Донецкой области.
Статус заказника присвоен решением Донецкого областного исполкома № 276 от 27 июня 1984 года. Заказник занимает площадь — 686 гектар.
Входит в состав Национального природного парка «Святые горы».
Представляет собой сосновые насаждения, расположенные вокруг города Святогорск, возраст которых до 120 лет.
В 2012 году на 19 сессии Донецкого областного совета рассматривался вопрос об отмене статуса заказника «Сосновые насаждения» и статус заказника был отменён.